# Тиран (острво)
Тиран (арап. جزيرة تيران,Jazīrat Tīrān, aka Jezîret Tīrān) , (хебрејски: יוטבת‎),, је острво у оквиру поморских граница Саудијске Арабије, којим је у прошлости управљао Египат. Међутим, суверенитет над два острва Црвеног мора, Тиран и Санафир, званично је уступљен Саудијској Арабији у склопу споразума о поморским границама између Египта и Саудијске Арабије. Споразум је касније одобрен од стране египатског парламента и коначно ратификован од стране египатског председника 24. јуна 2017.
Острво се налази на улазу у Тирански залив, који повезује Црвено море са заливом Акаба. Има површину од око 80 km2 (31 sq mi). Оно је део Националног парка Рас Мухамед. Тирански излаз је једини приступ Израела од залива Акабе до Црвеног мора, Египатска блокада Тиранског поља 22. маја 1967. била је повод Израелу за Шестодневни рат.
Тиранско острво је од стратешког значаја у тој области, јер чини најбитнији део Тиранског залива, и зато што је важан поморски пролази до главних лука Акабе у Јордану и Еилату у Израелу. Израел је на кратко преузео острво Тиран током Суецке кризе и поново од 1967. до 1982. године након Шестодневног рата. Острво је насељено само војним особљем из Египта и Мултинационалним снагама и посматрачима (МНС).
Кишхолм Поинт је рт Тиранског острва.
Неки извори извештавају да су многе плаже на острву миниране.
Египска влада је 9. априла 2016. изјавила да су Тиран и острво Санафир спадали у територијалне воде Саудијске Арабије, што је кодификовано у споразуму о поморској граници потписаном са владом Саудијске Арабије претходног дана. Споразум мора да ратификује Египатски парламент, и из тог разлога је наводно поништен од стране египатског судије. Суд је у својој коначној одлуци одбацио тај споразум и потврдио је суверенитет Египта над острвима у јануару 2017. године.
Египатски комитет за одбрану и националну безбедност је 14. јуна 2017. године једногласно одобрио трансфер острва Тиран и Санафир у Саудијску Арабију, а тај план је усвојио парламент Египта касније у току истог дана. У среду 21. јуна 2017. године, главни суд Египта привремено је зауставио све судске пресуде о споразуму о преношењу два острва Црвеног мора у Саудијску Арабију. Коначно, у суботу 24. јуна 2017. године, председник Абдел Фатах ел Сиси из Египта је ратификовао споразум којим се сувереност над два острва Црвеног мора, Тирана и Санафира, преноси Саудијској Арабији .

## Древна историја –Иотабе
Тиран је можда острво које је Прокопије назвао Иотабе (на грчком: Ιωταβη), које је било важна путничка станица за морепловство у тој области, али су остала острва у заливу Акаба предложена као алтернативна идентификација. Око 473. године Сарацен по имену Аморкесос је заузео острво и присвојио приходе, али се Византијско царство поново вратило 25 година касније, дајући његовом становништву аутономију, подложном плаћању пореза на робу извезену у Индију. Око 534 године, Византијанци су морали поново да га поново поврате од групе коју је Хориције из Газе назвао необичним расом, а за које неки научници претпостављају да су били јеврејски становници који су одбили да плате порез.

Најранији и најновији датуми који се помињу у односу на Иотабе су дати у вези са учешћем епископа на острву у црквеним већима: Маврикије у Халкедонском сабору 451. године (у чијим је актима епархија наведена као део римске покрајине Палаестина Терција) и Анастасија у синоду одржаном у Јерусалиму 536. године.
У књигама исламских освајања не спомиње се Иотабе, указујући да је до тада острво било ненасељено.

Пошто то више није насељена епископија, Иотапе, у својој латинској форми под називом Иотапа у Палаестини, данас на листи католичке црке наведена као титуларно седиште.
Референца Прокопија о аутономној јеврејској заједници на острву Иотабе до 6. века фигурирала су у израелској реторици током Суецке кризе и током и непосредно након Шестодневног рата.

## Савремена историј
"Египат и Саудијска Арабија су разјаснили тврдње о суверенитету на острвима 1954. године, када је Египат обавестио Савет безбедности УН да су ова два острва била територија Египта од разграничења границе између Египта и Османског царства 1906. године"
Међутим, према Министарству спољних послова Израела, острва пре 1949. године нису припадала Египту.
Током Другог светског рата, египатске снаге на острву Тиран и Синафир биле су део египатских трупа који штитиле Суцки канал, према наводима представника Египта са 659. састанка Савета безбедности УН 15. фебруара 1954. године. На истом састанку, представник Египта смрато је Тиран и Синафир острвима која представљају саставни део територија Египта, и која су били под Египатском управом од 1906. године.
У марту 1949. године, израелске снаге су преузеле контролу над подручјем око приобалног села Ум ел Рашраш, касније преименованог у Еилат, у склопу операције Увда. Ненасељена острва Тиран и Санафир стекла су стратешки значај јер су контролисала све испоруке до Еилата, јединог излаза Израела на Црвено море. У мају 1948. године Египат је блокирао пролаз кроз Суецки канал за израелске бродове и бродове (израелске или на друге начине) који су превозили терет до и из свих израелских лука. С обзиром на то да су све арапске државе блокирале све копнене путеве, способност Израела да тргује са Источном Африком и Азијом, углавном се свела на увоз нафте из Персијског залива, и била је озбиљно отежана.
У децембру 1949. године Египат је почео да подиже војне инсталације на Тирану, Санафиру и синајској обали насупрот острва да би контролисао мореуз. Убрзо након тога, египатска влада је званично одбила намеру да се умеша у мирну пловидбу, која је 30. јануара и 28. фебруара 1950. саопштила споразум са Саудијском Арабијом Великом Британијом и САД:
Узимајући у обзир одређене велелоте које су се недавно манифестовале од стране власти Израела у име острва Тиран и Санафир у Црвеном мору на улазу у залив Акабе, влада Египта деловала је у потпуној сагласности са владом Саудијске Арабије и дала је наређења да се ефективно окупирају ова два острва. Ова окупација је сада постигнута чињеница.
У истој сагласности, Египат је потврдио своје право за острва, као и могуће право за Краљевину Саудијску Арабију:
При томе је Египат желео да једноставно потврди своје право (као и сва могућа права Краљевине Саудијске Арабије) у вези са поменутим острвима која су према географском положају најмање 3 марине километара од египатске стране Синаја и око 4 km са друге стране Саудијске Арабије, све у циљу спречавања сваког покушаја или евентуалног кршења њених права.
Саудијски медији су објаснили 2016. године, да је Саудијски краљ Абдел Азиз ел Сауд одобрио Египту дозволу за одбрану острва када се плашио могућег израелског проширења, док његово краљевство није имало одговарајућу поморску силу да их заштити.
Према извештајима египатског центра за информисање и одлучивање у влади, Египатски главни делегат УН-а негирао је било какве територијалне тврдње о острвима у мају 1967. године, након што је египатски председник Гамал Абд ел Насер затворио Тирански излаз у израелске луке (које је Израел проучио као повод за покретање Шестодневног рата): "Египат ниакда није захтевао острва и тврди да је суверенитет двеју острва пребачен на њу (Саудијску Арабију). Уместо тога Египат је само покушавао да преузме одбрану ова два острва." Убрзо након тога, Тиранско острво су заузеле трупе израелских снага одбране током Шестодневног рата. У јануару 1968. америчка влада је стајала иза неуспелог покушаја да подстакне израелско повлачење са тог острва као почетни потез у већем мировном процесу.
Тиран је остао под израелском контролом све до повратка под контролу Египата 1982. године током испуњавања мировног споразума из 1979. године који су потписали Египат и Израел. Уговор укључује гаранцију слободне пловидбе израелских бродова кроз Тирански залив.

Споразум Египта да врати острва Тиран и Санафир Саудијској Арабији захтевао је одобрење Израела да измени војни анекс мировног споразума. Израел је у писаној форми обавештен о трансакцијским седмицама пре него што је објављен споразум и дао је своју писмену сагласност Египту и, посредно, Саудијској Арабији. Саудијски министар спољних послова Адел ел Џубеир јавно је изјавио да ће његова земља поштовати услове израелско-египатског мировног споразума у погледу острва и наставак размештање Мултинационалних снага и посматрача (МФО) на острву. Израел се такође сложио са изградњом Саудијског и Египског водотока између египатског и саудијског главног града који би пролазио кроз Тиран.
Међутим, египатски суд је донео правоснажну пресуду којом је одбацио трансфер острва у Саудијску Арабију након што је тим адвоката пред судом представио историјске документе у знак подршке власништву Египта на острвима, историјске и географске. Суд је потврдио суверенитет Египта над ова два острва и изјавио да влада није пружила доказе да су острва припадала Саудијској Арабији.
Египатски Комитет за одбрану и националну безбедност је 14. јуна 2017. године једногласно одобрио трансфер острва Тиран и Санафир у Саудијску Арабију, а тај план је касније истог дана усвојио парламент Египта.
 У среду 21. јуна 2017. године, главни суд Египта привремено је зауставио све судске пресуде о споразуму о преношењу два острва Црвеног мора у Саудијску Арабију . На крају, у суботу, 24. јуна 2017. године, председник Абдел Фаттах ел Сиси из Египта је ратификовао споразум којим се препушта суверенитет над два острва Црвеног мора, Тиран и Санафир, Саудијској Арабији.